# Slag bij Lincoln (1217)
De Slag bij Lincoln was een veldslag die op 20 mei 1217 plaatsvond rondom Lincoln Castle tijdens de Eerste Baronnenoorlog. De slag werd uitgevochten tussen het Franse invasieleger en de Engelse loyalisten onder leiding van Willem de Maarschalk.

## Aanloop
Tijdens de Eerste Baronnenoorlog die in 1216 was begonnen proclameerde prins Lodewijk van Frankrijk zich tot koning van Engeland. Lodewijk werd gesteund door enkele Engelse baronnen die in opstand waren gekomen tegen de regering van koning Jan zonder Land. Gedurende de oorlog overleed Jan en werd zijn negenjarige zoon Hendrik tot de nieuwe koning gekroond. Willem de Maarschalk diende als de regent voor de minderjarige koning. Deze verzamelde vervolgens een leger te Newark-on-Trent en marcheerde hier vervolgens mee naar Lincoln om het Franse beleg aldaar te breken.

## Slag
De Fransen waren op de hoogte van de komst van het Engelse leger, maar ze waren onzeker over de grootte ervan en maakten daarom verschillende plannen. De Maarschalk naderde Lincoln vanuit het noorden vanwaar de route door de stad naar het kasteel het kortst was. De stadspoort werd ingenomen en vervolgens namen de Engelse boogschutters posities in op de daken van de huizen vanwaar ze de Fransen konden bestoken met pijlen. Dit veroorzaakte veel verwarring bij de belegeraars en vervolgens ging Willem de Maarschalk met zijn ridders in de aanval. Er werd Thomas van Perche de overgave aangeboden, maar hij verkoos ervoor om vechtend te sterven. Een gedeelte van het leger werd gevangen genomen en het gedeelte dat ontkwam vluchtte naar Londen.

## Nasleep
De stad Lincoln werd door de zegevierende Engelsen geplunderd, omdat het tijdens het beleg trouw was gebleven aan prins Lodewijk. De slag betekende een keerpunt in de Eerste Baronnenoorlog. Veel tegenstanders van Hendrik III waren immers bij de slag gevangen genomen. Vanuit Frankrijk werden versterkingen naar Engeland gestuurd onder leiding van Eustaas de Monnik, maar deze werd in de Slag bij Dover verslagen.